# Escudo Cabo Verde
Escudo (ký hiệu: {\displaystyle \mathrm {S} \!\!\!\Vert }; ISO 4217: CVE) là đơn vị tiền tệ của nước Cộng hòa Cabo Verde.
Biểu tượng cifrão được dùng như dấu ngăn cách phần thập phân khi viết số tiền, chẳng hạn 20{\displaystyle \mathrm {S} \!\!\!\Vert }00 nghĩa là 20 escudo Cabo Verde, hoặc 1.000{\displaystyle \mathrm {S} \!\!\!\Vert }00 nghĩa là 1000 escudo Cabo Verde.

## Lịch sử
Đồng escudo trở thành tiền tệ của Cabo Verde vào năm 1914, thay thế cho đồng real Cabo Verde với tỉ lệ quy đổi 1000 réis = 1 escudo. Cho đến năm 1930, Cabo Verde vẫn dùng tiền xu của Bồ Đào Nha, mặc dù giấy bạc ngân hàng do Banco Nacional Ultramarino phát hành riêng cho Cabo Verde đã có từ năm 1865.
Cho đến thời khắc độc lập vào năm 1975, escudo Cabo Verde vẫn có giá trị tương đương với escudo Bồ Đào Nha. Sau đó, nó bắt đầu trượt giá, trong hai năm 1977-1978 đã mất giá đến 30% giá trị và trong các năm 1982-1984 thì mất thêm 40% giá trị nữa. Thời gian sau này, đồng escudo Cabo Verde khá ổn định so với escudo Bồ Đào Nha.
Giữa năm 1998, một thỏa thuận được ký giữa Cabo Verde và Bồ Đào Nha, theo đó đồng escudo Cabo Verde được neo tỷ giá vào đồng escudo Bồ Đào Nha theo tỷ giá 1 escudo Bồ Đào Nha = 0,55 escudo Cabo Verde. Từ ngày đồng escudo Bồ Đào Nha bị thay thế bởi euro, escudo Cabo Verde chuyển sang neo tỷ giá vào euro với tỷ giá 1 euro = 110{\displaystyle \mathrm {S} \!\!\!\Vert }265.

## Tiền xu
Dưới sự cai trị của Bồ Đào Nha, tiền xu được phát hành ở Cabo Verde vào năm 1930 với các mệnh giá 5, 10, 20 và 50 centavo và 1 escudo. Các mệnh giá 5, 10 và 20 centavo được đúc bằng đồng thiếc trong khi các mệnh giá 50 centavo và 1 escudo được đúc bằng nickel-đồng thiếc. Năm 1953, phát hành đồng xu 1 escudo bằng đồng thiếc, 2½ escudo bằng nickel-đồng thiếc và 10 escudo bằng bạc, tiếp sau đó là 50 centavo bằng đồng thiếc và 5 escudo bằng nickel-đồng thiếc vào năm 1968.
Sau ngày độc lập khỏi Bồ Đào Nha, Cabo Verde phát hành tiền xu vào năm 1977 với các mệnh giá 20 và 50 centavo, 1, 2½, 10, 20 và 50 escudo. Đồng xu centavo được đúc bằng nhôm, 1 và 2½ escudo được đúc bằng nickel-đồng thiếc, còn các tiền xu mệnh giá cao hơn thì đúc bằng đồng-nickel. Do tình trạng lạm phát kéo dài, tiền xu centavo dần biến mất khỏi lưu thông, theo thời gian chỉ còn đồng xu 1 escudo là đồng xu mệnh giá nhỏ nhất còn trong lưu thông.
Bộ tiền xu hiện hành được ra mắt năm 1994. Mệnh giá nhỏ nhất là 1 escudo, được đúc bằng thép mạ đồng thau. Các mệnh giá cao hơn là 5 escudo (đúc bằng thép mạ đồng); 10, 20 và 50 escudo (đúc bằng thép mạ nickel) và 100 escudo (hình thập giác, lưỡng kim). Đồng 1 escudo lưu thông không tốt lắm, và giới thương nhân có xu hướng làm tròn số về 5 escudo. Tiền xu 1 escudo chỉ có một kiểu cách duy nhất: trên đó khắc hình con rùa biển. Các tiền xu mệnh giá cao hơn có ba loại kiểu cách khác nhau. Một kiểu là khắc động vật bản xứ (chim, bò sát), một kiểu là khắc hình những con tàu lịch sử kèm tên của chúng, còn kiểu thứ ba là khắc hình cây cối bản xứ. Đồng xu 200 escudo có hình thất giác được phát hành năm 1995 để kỉ niệm 50 năm Tổ chức Lương thực và Nông nghiệp Liên Hợp Quốc và 20 năm ngày độc lập của Cabo Verde. Năm 2005, Cabo Verde phát hành đồng xu 200 escudo (lần này có hình tròn) để kỉ niệm 30 năm ngày độc lập. Tiền xu mệnh giá 200 escudo lưu thông không được rộng rãi lắm song vẫn được chấp nhận bên cạnh tiền giấy mệnh giá 200 escudo.

## Giấy bạc

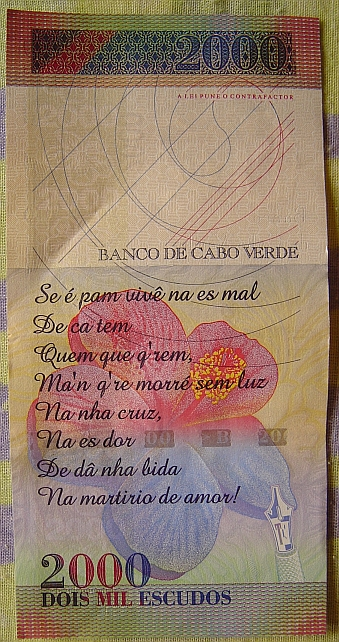
Tiền giấy mệnh giá 2000 escudo Cabo Verde

Năm 1914, Banco Nacional Ultramarino giới thiệu tiền giấy mệnh giá 4, 5, 10, 20 và 50 centavo. Năm 1921, tiền giấy mệnh giá 1, 5, 10, 20, 50 và 100 escudo được phát hành. Bộ tiền giấy tiếp theo được ra mắt năm 1945, bỏ đi tất cả các mệnh giá nhỏ hơn 5 escudo (đã được thay bằng tiền xu) và bổ sung tiền giấy mệnh giá 500 escudo. Tiền giấy 10 escudo bị thay bằng tiền xu vào năm 1953, đồng thời tiền giấy 5 escudo cũng bị rút khỏi lưu thông.
Sau ngày độc lập 5 tháng 7 năm 1975, tiền giấy được phát hành với các mệnh giá 100, 500, and 1000 escudo vào ngày 1 tháng 7 năm 1977. Sê ri tiền giấy tiếp theo được ra mắt năm 1989 và gồm các mệnh giá 100, 200, 500, 1000 and 2500 escudo.
Sê ri tiền giấy thứ ba được giới thiệu năm 1992 với các mệnh giá 200, 500, 1000; đến năm 1999 thì bổ sung thêm mệnh giá 2000 và 5000 escudo. Năm 2005, người ta thiết kế lại tiền giấy mệnh giá 200, tiếp sau đó là 500 và 1000 escudo vào năm 2007.

## Tỷ giá hối đoái
| Thời điểm         | Real Brasil      | Euro¹                    | Escudo Bồ Đào Nha²    | Đô la Mĩ  |
| ----------------- | ---------------- | ------------------------ | --------------------- | --------- |
| 1995              | -                | -                        | 1/1,93                | 76,853    |
| 1996              | -                | -                        | 1/1,90                | 82,591    |
| 1997              | -                | -                        | 1/1,90                | 93,177    |
| 1998              | -                | -                        | 0,55 (tỷ giá cố định) | 98,158    |
| 1999              | -                | 110,265 (tỷ giá cố định) | 0,55000               | 102,700   |
| Tháng 12 năm 1999 | -                | 110,265 (tỷ giá cố định) | 0,55000               | 107,285   |
| 2005              | -                | 110,265 (tỷ giá cố định) | lỗi thời              | khoảng 90 |
| Thánh 2 năm 2006  | khoảng 40 đến 50 | 110,265 (tỷ giá cố định) | lỗi thời              | khoảng 90 |
| Tháng 4 năm 2006  | khoảng 40 đến 50 | 110,265 (tỷ giá cố định) | lỗi thời              | -         |
| Tháng 1 năm 2007  | 39,86            | 110,265 (tỷ giá cố định) | lỗi thời              | 85,36     |

¹ - Euro ra mắt ngày 1 tháng 1 năm 1999, đến 1 tháng 1 năm 2002 thì mới lưu thông.
² - Đồng tiền đã bị bỏ từ tháng 3 năm 2002.
Note: Các tỷ giá hối đoái được lấy từ nguồn web xe.com có thể mâu thuẫn với tỷ giá cố định nêu ở trên.